# 小行星1471
小行星1471（1471 Tornio）是一颗围绕太阳公转的小行星。1938年9月16日，爾約·維薩拉在图尔库发现了此天体。
該小行星以芬蘭的城市托爾尼奧命名。
这颗小行星的绝对星等为93.21496等。